# Laurentius Borchsenius Stenersen
Laurentius Borchsenius Stenersen, född den 27 februari 1843 i Ullensaker, död den 6 mars 1921 i Kristiania, var en norsk klassisk filolog och numismatiker, syssling till teologen Stener Johannes Stenersen.
Stenersen blev filologie kandidat 1866, universitetsstipendiat 1875, föreståndare för universitetets myntkabinett 1877 och filosofie doktor samma år samt var skulpturmuseets direktör 1881-88 och professor i klassisk (i synnerhet latinsk) språkvetenskap 1888-1914. Stenersen var ledamot av Videnskabsselskabet i Kristiania och motsvarande sällskap i Trondhjem.
Av hans skrifter märks Fidias (1872), gradualavhandlingen De historia variisque generibus statuarum iconicarum apud Athenienses (1877), Catuls digtning (1887) och Udsigt over den romerske satires forskjellige arter og deres oprindelse (samma år). Därjämte utgav han (delvis tillsammans med A.W. Brøgger) viktiga arbeten 1881-1912 i norsk numismatik, särskilt beskrivningar av norska myntfynd.